# Maxwellov napetostni tenzor
Maxwellov napétostni ténzor (ali Maxwellov ténzor) [máksvelov ~] je tenzor 2. reda, ki se uporablja v klasični elektrodinamiki za prikaz interakcij med elektromagnetnimi silami in gibalno količino. Imenuje se po Jamesu Clerku Maxwellu. V preprostih primerih, kot je na primer gibanje točkovnega električnega naboja v homogenem magnetnem polju, je lahko izračunati sile na naboj iz Lorentzevega zakona sile. Ko razmere postanejo bolj zapletene, je to na ta način narediti skrajno težko z več dolgimi enačbami. Zaradi tega je priročno zbrati več teh členov v Maxwellov napetostni tenzor in  za reševanje določenega problema uporabljati tenzorsko aritmetiko.
V relativistični formulaciji elektromagnetizma se Maxwellov napetostni tenzor pojavlja kot del elektromagnetnega napetostnega tenzorja, ki je sam elektromagnetna komponenta skupnega napetostnega tenzorja. Ta opisuje gostoto ter tok energije in gibalne količine (mase) v prostor-času.

## Motivacija
Kot je navedeno spodaj, je elektromagnetna sila zapisana v izrazih jakosti električnega polja E in gostote magnetnega polja B, s pomočjo vektorske analize in simetrije Maxwellovih enačb v vakuumu v izrazih, ki vsebujejo iskani količini E in B, se z uvedbo Maxwellovega napetostnega tenzorja poenostavi rezultat.
| ime                                                                      | diferencialna oblika |
| ------------------------------------------------------------------------ | --- |
| Gaussov zakon o električnem pretoku (v vakuumu)                          | {\displaystyle \nabla \cdot \mathbf {E} ={\frac {\rho }{\epsilon _{0}}}}                                                           |
| Gaussov zakon o magnetnem pretoku                                        | {\displaystyle \nabla \cdot \mathbf {B} =0}                                                                                        |
| Maxwell-Faradayeva enačba (Faradayev indukcijski zakon)                  | {\displaystyle \nabla \times \mathbf {E} =-{\frac {\partial \mathbf {B} }{\partial t}}}                                            |
| Ampèrov zakon o magnetni napetosti (v vakuumu) (z Maxwellovim popravkom) | {\displaystyle \nabla \times \mathbf {B} =\mu _{0}\mathbf {j} +\mu _{0}\epsilon _{0}{\frac {\partial \mathbf {E} }{\partial t}}\ } |

- Po Lorentzevemu zakonu sile:

{\displaystyle \mathbf {F} =q(\mathbf {E} +\mathbf {v} \times \mathbf {B} )}
je sila na enoto prostornine (gostota sile) za neznano porazdelitev naboja enaka:
{\displaystyle \mathbf {f} =\rho \mathbf {E} +\mathbf {j} \times \mathbf {B} \!\,.}
- ρ in j se lahko zamenjata s poljema E in B z Gaussovim zakonom o električnem pretoku in Ampèrovim zakonom o magnetni napetosti:

{\displaystyle \mathbf {f} =\epsilon _{0}\left({\boldsymbol {\nabla }}\cdot \mathbf {E} \right)\mathbf {E} +{\frac {1}{\mu _{0}}}\left({\boldsymbol {\nabla }}\times \mathbf {B} \right)\times \mathbf {B} -\epsilon _{0}{\frac {\partial \mathbf {E} }{\partial t}}\times \mathbf {B} \!\,.}
- Časovni odvod se lahko prepiše, da ima fizikalen pomen – v Poyntingov vektor. S pravilom o odvodu produkta in Faradayevim indukcijskim zakonom je:

{\displaystyle {\frac {\partial }{\partial t}}(\mathbf {E} \times \mathbf {B} )={\frac {\partial \mathbf {E} }{\partial t}}\times \mathbf {B} +\mathbf {E} \times {\frac {\partial \mathbf {B} }{\partial t}}={\frac {\partial \mathbf {E} }{\partial t}}\times \mathbf {B} -\mathbf {E} \times ({\boldsymbol {\nabla }}\times \mathbf {E} )\!\,,}
tako, da se lahko f zapiše kot:
{\displaystyle \mathbf {f} =\epsilon _{0}\left({\boldsymbol {\nabla }}\cdot \mathbf {E} \right)\mathbf {E} +{\frac {1}{\mu _{0}}}\left({\boldsymbol {\nabla }}\times \mathbf {B} \right)\times \mathbf {B} -\epsilon _{0}{\frac {\partial }{\partial t}}\left(\mathbf {E} \times \mathbf {B} \right)-\epsilon _{0}\mathbf {E} \times ({\boldsymbol {\nabla }}\times \mathbf {E} )\!\,.}
Nato se združijo členi z E in B, kar da:
{\displaystyle \mathbf {f} =\epsilon _{0}\left[({\boldsymbol {\nabla }}\cdot \mathbf {E} )\mathbf {E} -\mathbf {E} \times ({\boldsymbol {\nabla }}\times \mathbf {E} )\right]+{\frac {1}{\mu _{0}}}\left[-\mathbf {B} \times \left({\boldsymbol {\nabla }}\times \mathbf {B} \right)\right]-\epsilon _{0}{\frac {\partial }{\partial t}}\left(\mathbf {E} \times \mathbf {B} \right)\!\,.}
- Zdi se, da člen v simetriji za E in B »manjka«, kar se lahko doseže z dodajanjem (∇ • B)B zaradi Gaussovega zakona o magnetnem pretoku:

{\displaystyle \mathbf {f} =\epsilon _{0}\left[({\boldsymbol {\nabla }}\cdot \mathbf {E} )\mathbf {E} -\mathbf {E} \times ({\boldsymbol {\nabla }}\times \mathbf {E} )\right]+{\frac {1}{\mu _{0}}}\left[({\boldsymbol {\nabla }}\cdot \mathbf {B} )\mathbf {B} -\mathbf {B} \times \left({\boldsymbol {\nabla }}\times \mathbf {B} \right)\right]-\epsilon _{0}{\frac {\partial }{\partial t}}\left(\mathbf {E} \times \mathbf {B} \right).}
Z znebitvijo rotorjev, (ki so za računanje precej zapleteni), s pomočjo zveze vektorske analize:
{\displaystyle {\tfrac {1}{2}}{\boldsymbol {\nabla }}(\mathbf {A} \cdot \mathbf {A} )=\mathbf {A} \times ({\boldsymbol {\nabla }}\times \mathbf {A} )+(\mathbf {A} \cdot {\boldsymbol {\nabla }})\mathbf {A} \!\,,}
vodi do:
{\displaystyle \mathbf {f} =\epsilon _{0}\left[({\boldsymbol {\nabla }}\cdot \mathbf {E} )\mathbf {E} +(\mathbf {E} \cdot {\boldsymbol {\nabla }})\mathbf {E} \right]+{\frac {1}{\mu _{0}}}\left[({\boldsymbol {\nabla }}\cdot \mathbf {B} )\mathbf {B} +(\mathbf {B} \cdot {\boldsymbol {\nabla }})\mathbf {B} \right]-{\frac {1}{2}}{\boldsymbol {\nabla }}\left(\epsilon _{0}E^{2}+{\frac {1}{\mu _{0}}}B^{2}\right)-\epsilon _{0}{\frac {\partial }{\partial t}}\left(\mathbf {E} \times \mathbf {B} \right)\!\,.}
- Ta izraz vsebuje vse vidike elektromagnetizma in gibalne količine in je tudi relativno enostaven za računanje. Lahko se ga zapiše strnjeno z uvedbo Maxwellovega napetostnega tenzorja:

{\displaystyle \sigma _{ij}\equiv \epsilon _{0}\left(E_{i}E_{j}-{\frac {1}{2}}\delta _{ij}E^{2}\right)+{\frac {1}{\mu _{0}}}\left(B_{i}B_{j}-{\frac {1}{2}}\delta _{ij}B^{2}\right)\!\,.}
Pri tem se lahko vsi členi razen zadnjega zapišejo kot divergenca izraza:
{\displaystyle \mathbf {f} +\epsilon _{0}\mu _{0}{\frac {\partial \mathbf {S} }{\partial t}}\,=\nabla \cdot \mathbf {\sigma } \!\,.}
Kakor v Poyntingovem izreku se lahko drugi člen na levi strani enačbe obravnava kot časovni odvod gostote gibalne količine elektromagnetnega polja, tako da bo na ta način zakon o ohranitvi gibalne količine v klasični elektrodinamiki.
Tu je Poyntingov vektor enak:
{\displaystyle {\mathcal {P}}={\frac {1}{\mu _{0}}}\mathbf {E} \times \mathbf {B} \!\,.}
V zgornji zvezi da ohranitev gibalne količine je {\displaystyle \nabla \cdot \mathbf {\sigma } } gostota toka gibalne količine in igra podobno vlogo kot {\displaystyle {\mathcal {P}}} v Poyntingovem izreku.

## Matematični zapis
Maxwellov napetostni tenzor je napetostni tenzor elektromagnetnega polja. Kakor je izpeljan zgoraj v enotah SI, je dan kot:
{\displaystyle \sigma _{ij}=\epsilon _{0}E_{i}E_{j}+{\frac {1}{\mu _{0}}}B_{i}B_{j}-{\frac {1}{2}}{\bigl (}{\epsilon _{0}E^{2}+{\tfrac {1}{\mu _{0}}}B^{2}}{\bigr )}\delta _{ij}\!\,,}
kjer je ε0 influenčna konstanta, μ0 indukcijska konstanta, E jakost električnega polja, B gostota magnetnega polja in δij Kroneckerjeva delta. V Gaussovem sistemu enot CGS je dan kot:
{\displaystyle \sigma _{ij}={\frac {1}{4\pi }}\left(E_{i}E_{j}+H_{i}H_{j}-{\frac {1}{2}}(E^{2}+H^{2})\delta _{ij}\right)\!\,,}
kjer je H jakost magnetnega polja.
Drug način zapisa tega tenzorja je:
{\displaystyle {\overset {\leftrightarrow }{\mathbf {\sigma } }}={\frac {1}{4\pi }}\left[\mathbf {E} \otimes \mathbf {E} +\mathbf {H} \otimes \mathbf {H} -{\frac {E^{2}+H^{2}}{2}}\mathbb {I} \right]\!\,,}
kjer je ⊗ diadni produkt, zadnji tenzor pa enotska diada:
{\displaystyle \mathbb {I} \equiv \left({\begin{array}{ccc}1&0&0\\0&1&0\\0&0&1\end{array}}\right)=(\mathbf {\hat {x}} \otimes \mathbf {\hat {x}} +\mathbf {\hat {y}} \otimes \mathbf {\hat {y}} +\mathbf {\hat {z}} \otimes \mathbf {\hat {z}} )\!\,.}
Element ij Maxwellovega napetostnega tenzorja ima enote gibalne količine na enoto površine krat čas in podaja tok gibalne količine vzporeden z i-to osjo, ki prečka ploskev pravokotno na j-to os (v negativni smeri) na enoto časa.
Te enote se lahko obravnavajo kot enote sile na enoto površine (negativni tlak), element
ij pa se lahko obravnava kot sila vzporedna na i-to os, ki deluje na ploskev pravokotno na j-to os na enoto časa. Diagonalni elementi res dajo napetost, ki deluje na diferencialni površinski element pravokoten na odgovarjajočo os. Z razliko od sil zaradi tlaka idealnega plina tudi na površinski element v elektromagnetnem polju deluje sila v smeri, ki je pravokotna na element. Ta strižna napetost je podana z nediagonalnimi elementi Maxwellovega napetostnega tenzorja.

## Prosto magnetno polje
V prostem magnetnem polju (na primer v motorjih) se nekateri členi izničijo, Maxwellov tenzor v enotah SI pa ima obliko:
{\displaystyle \sigma _{ij}={\frac {1}{\mu _{0}}}B_{i}B_{j}-{\frac {1}{2\mu _{0}}}B^{2}\delta _{ij}\!\,.}
Za valjasta telesa, kot je na primer rotor motorja, ima tenzor še preprostejšo obliko:
{\displaystyle \sigma _{rt}={\frac {1}{\mu _{0}}}B_{r}B_{t}-{\frac {1}{2\mu _{0}}}B^{2}\delta _{rt}\!\,.}
kjer je r strižna napetost v radialni smeri (ven iz valja), t pa strižna napetost v tangentni smeri (okrog valja). Tangentna sila vrti motor. Br je gostota magnetnega polja v radialni smeri, Bt pa v tangentni smeri.